# أنهيدراز كربوني 13
الأنهيدراز الكربوني 13 (بالإنجليزية: Carbonic anhydrase 13)‏ هو إنزيم يُرمَّز لدى البشر بواسطة الجين CA13.

## الوظيفة
الأنهيدرازات الكربونية هي عائلة من إنزيمات الزنك الفلزية التي تحفز إماهة ثنائي أكسيد الكربون. وتشارك في مختلف العمليات البيولوجية بما في ذلك: التنفس، التكلس، توازن الحمض-أساس، الارتشاف العظمي وتكون الخلط المائي، السائل الدماغي الشوكي، اللعاب والحمض المعدي. تبدي الأنهيدرازات الكربونية تنوعا كبيرا في التوزع النسيجي وفي تموضعها الخلوي.
يُعتقد أن لهذا الإنزيم دور في عملية أيض الكربون الواحد، وأنه يتموضع في العضيات داخل الخلوية التي تملك أغشية وفي غمد ميالين، ويُعتقد كذلك أنله نشاطا في العصارة الخلوية.

## قراءة معمقة
- Lehtonen J، Shen B، Vihinen M، Casini A، Scozzafava A، Supuran CT، وآخرون (يناير 2004). "Characterization of CA XIII, a novel member of the carbonic anhydrase isozyme family". The Journal of Biological Chemistry. ج. 279 ع. 4: 2719–27. DOI:10.1074/jbc.M308984200. PMID:14600151.
- Kummola L، Hämäläinen JM، Kivelä J، Kivelä AJ، Saarnio J، Karttunen T، Parkkila S (أبريل 2005). "Expression of a novel carbonic anhydrase, CA XIII, in normal and neoplastic colorectal mucosa". BMC Cancer. ج. 5: 41. DOI:10.1186/1471-2407-5-41. PMC:1097719. PMID:15836783.{{استشهاد بدورية محكمة}}:  صيانة الاستشهاد: دوي مجاني غير معلم (link)
- Hilvo M، Innocenti A، Monti SM، De Simone G، Supuran CT، Parkkila S (2008). "Recent advances in research on the most novel carbonic anhydrases, CA XIII and XV". Current Pharmaceutical Design. ج. 14 ع. 7: 672–8. DOI:10.2174/138161208783877811. PMID:18336313.